# Neda (riu)
Neda (en grec antic Νέδα) era un riu del Peloponès. Naixia a Arcàdia, al Mont Cerausion (Cerausium) una branca del Liqueos (Lycaeus), i corria en direcció oest passant Figàlia i formant el limit entre Arcàdia i Messènia, i després entre Èlide i Messènia.
Desaiguava a la mar Jònica. Segons Pausànies i Estrabó, la darrera part del seu curs era navegable per petites embarcacions. És el modern Búzi.